# Saison 1981-1982 des Celtics de Boston
La saison 1981-1982 des Celtics de Boston est la 36e saison de la franchise américaine de la National Basketball Association (NBA).

## Draft
| Tour | Rang | Joueur          | Position | Nationalité | Provenance    |
| ---- | ---- | --------------- | -------- | ----------- | ------------- |
| 1    | 23   | Charles Bradley | SG       | États-Unis  | Wyoming       |
| 2    | 25   | Tracy Jackson   | G/F      | États-Unis  | Notre Dame    |
| 2    | 31   | Danny Ainge     | G/F      | États-Unis  | Brigham Young |
| 5    | 95   | Glen Grunwald   | C        | États-Unis  | Indiana       |

## Classements de la saison régulière
| Conférence Est | Conférence Est         | Conférence Est | Conférence Est | Conférence Est |
| No             | Franchise              | Vic.           | Déf.           | PCT            |
| -------------- | ---------------------- | -------------- | -------------- | -------------- |
| 1              | Celtics de Boston      | 63             | 19             | 76.8           |
| 2              | Bucks de Milwaukee     | 55             | 27             | 67.1           |
| 3              | 76ers de Philadelphie  | 58             | 24             | 70.7           |
| 4              | Nets du New Jersey     | 44             | 38             | 53.7           |
| 5              | Bullets de Washington  | 43             | 39             | 52.4           |
| 6              | Hawks d'Atlanta        | 42             | 40             | 51.2           |
|                |                        |                |                |                |
| 7              | Pistons de Détroit     | 39             | 43             | 47.6           |
| 8              | Pacers de l'Indiana    | 35             | 47             | 42.7           |
| 9              | Bulls de Chicago       | 34             | 48             | 41.5           |
| 10             | Knicks de New York     | 33             | 49             | 40.2           |
| 11             | Cavaliers de Cleveland | 15             | 67             | 18.3           |

| Division Atlantique   | V  | D  | PCT  | GB |
| --------------------- | -- | -- | ---- | -- |
| Celtics de Boston     | 63 | 19 | 76.8 | -  |
| 76ers de Philadelphie | 58 | 24 | 70.7 | 5  |
| Nets du New Jersey    | 44 | 38 | 53.7 | 19 |
| Bullets de Washington | 43 | 39 | 52.4 | 20 |
| Knicks de New York    | 33 | 49 | 40.2 | 30 |

## Effectif
| Numéro | Joueur           | Position | Provenance               |
| ------ | ---------------- | -------- | ------------------------ |
| 00     | Robert Parish    | C        | Centenary (LA)           |
| 7      | Tiny Archibald   | PG       | Texas-El Paso            |
| 11     | Tracy Jackson    | SG       | Notre Dame               |
| 30     | M.L. Carr        | SF       | Guilford College         |
| 31     | Cedric Maxwell   | SF       | UNC Charlotte            |
| 32     | Kevin McHale     | PF       | Minnesota                |
| 33     | Larry Bird       | PF       | Indiana State University |
| 35     | Charles Bradley  | SG       | Wyoming                  |
| 40     | Terry Duerod     | SG       | Detroit Mercy            |
| 42     | Chris Ford       | SG       | Villanova                |
| 43     | Gerald Henderson | PG       | Virginia Commonwealth    |
| 44     | Danny Ainge      | SG       | BYU                      |
| 45     | Eric Fernsten    | C        | San Francisco            |
| 53     | Rick Robey       | C        | Kentucky                 |

## Playoffs

### Demi-finale de conférence
(1) Celtics de Boston vs. (5) Bullets de Washington : Boston remporte la série 4-1
- Game 1 @ Boston : Boston 109, Washington 91
- Game 2 @ Boston : Washington 103, Boston 102
- Game 3 @ Washington : Boston 92, Washington 83
- Game 4 @ Washington : Boston 103, Washington 99 (OT)
- Game 5 @ Boston : Boston 131, Washington 126 (2OT)

### Finale de conférence
(1) Celtics de Boston vs. (3) 76ers de Philadelphie : Boston s'incline sur la série 3-4
- Game 1 @ Boston : Boston 121, Philadelphie 81
- Game 2 @ Boston : Philadelphie 121, Boston 113
- Game 3 @ Philadelphie : Philadelphie 99, Boston 97
- Game 4 @ Philadelphie : Philadelphie 119, Boston 94
- Game 5 @ Boston : Boston 114, Philadelphie 85
- Game 6 @ Philadelphie : Boston 88, Philadelphie 75
- Game 7 @ Boston : Philadelphie 120, Boston 106

## Statistiques

### Saison régulière
| Joueur           | MJ | MC | MPG  | FG%  | 3P%  | FT%  | RPG  | APG | SPG | BPG | PPG  |
| ---------------- | -- | -- | ---- | ---- | ---- | ---- | ---- | --- | --- | --- | ---- |
| Danny Ainge      | 53 | 1  | 10.6 | .357 | .294 | .862 | 1.1  | 1.6 | 0.7 | 0.1 | 4.1  |
| Tiny Archibald   | 68 | 51 | 31.9 | .472 | .375 | .747 | 1.7  | 8.0 | 0.8 | 0.0 | 12.6 |
| Larry Bird       | 77 | 58 | 38.0 | .503 | .212 | .863 | 10.9 | 5.8 | 1.9 | 0.9 | 22.9 |
| Charles Bradley  | 51 | 1  | 6.6  | .451 | .000 | .677 | 0.7  | 0.4 | 0.3 | 0.1 | 3.0  |
| M.L. Carr        | 56 | 27 | 23.1 | .450 | .294 | .707 | 2.7  | 2.3 | 1.2 | 0.4 | 8.1  |
| Terry Duerod     | 21 | 0  | 7.0  | .442 | .000 | .333 | 0.7  | 0.6 | 0.1 | 0.0 | 3.4  |
| Eric Fernsten    | 43 | 0  | 4.7  | .388 |      | .633 | 1.0  | 0.2 | 0.1 | 0.2 | 1.3  |
| Chris Ford       | 76 | 53 | 20.9 | .418 | .317 | .696 | 1.4  | 1.9 | 0.6 | 0.1 | 5.7  |
| Gerald Henderson | 82 | 31 | 22.5 | .501 | .167 | .727 | 1.9  | 3.1 | 1.0 | 0.1 | 10.2 |
| Tracy Jackson    | 11 | 0  | 6.0  | .385 |      | .600 | 1.1  | 0.5 | 0.3 | 0.0 | 2.4  |
| Cedric Maxwell   | 78 | 73 | 33.2 | .548 | .000 | .747 | 6.4  | 2.3 | 1.0 | 0.6 | 14.8 |
| Kevin McHale     | 82 | 33 | 28.4 | .531 |      | .754 | 6.8  | 1.1 | 0.4 | 2.3 | 13.6 |
| Robert Parish    | 80 | 78 | 31.7 | .542 |      | .710 | 10.8 | 1.8 | 0.9 | 2.4 | 19.9 |
| Rick Robey       | 80 | 4  | 14.8 | .493 | .000 | .535 | 3.7  | 0.9 | 0.3 | 0.2 | 5.7  |

### Playoffs
| Joueur           | MJ | MC | MPG  | FG%  | 3P%  | FT%  | RPG  | APG | SPG | BPG | PPG  |
| ---------------- | -- | -- | ---- | ---- | ---- | ---- | ---- | --- | --- | --- | ---- |
| Danny Ainge      | 10 |    | 12.9 | .422 | .500 | .769 | 1.3  | 1.1 | 0.2 | 0.1 | 5.0  |
| Tiny Archibald   | 8  |    | 34.6 | .429 | .000 | .893 | 2.1  | 6.5 | 0.6 | 0.3 | 10.6 |
| Larry Bird       | 12 |    | 40.8 | .427 | .167 | .822 | 12.5 | 5.6 | 1.9 | 1.4 | 17.8 |
| Charles Bradley  | 7  |    | 2.6  | .250 |      | .000 | 0.7  | 0.1 | 0.1 | 0.0 | 0.6  |
| M.L. Carr        | 12 |    | 25.4 | .352 | .000 | .652 | 3.6  | 2.3 | 0.9 | 0.0 | 7.4  |
| Eric Fernsten    | 5  |    | 2.2  | .500 |      | .500 | 0.4  | 0.0 | 0.0 | 0.2 | 0.6  |
| Chris Ford       | 12 |    | 11.5 | .476 | .286 | .714 | 1.3  | 1.3 | 0.3 | 0.1 | 3.9  |
| Gerald Henderson | 12 |    | 25.8 | .409 | .000 | .686 | 2.1  | 4.0 | 1.2 | 0.2 | 8.3  |
| Cedric Maxwell   | 12 |    | 32.1 | .517 |      | .714 | 7.3  | 2.2 | 1.5 | 0.9 | 14.5 |
| Kevin McHale     | 12 |    | 28.7 | .575 |      | .755 | 7.1  | 0.9 | 0.4 | 2.3 | 16.2 |
| Robert Parish    | 12 |    | 35.5 | .488 |      | .680 | 11.3 | 1.5 | 0.4 | 4.0 | 21.3 |
| Rick Robey       | 12 |    | 10.2 | .525 |      | .765 | 2.4  | 0.3 | 0.2 | 0.3 | 4.6  |

## Récompenses
- Larry Bird, All-NBA First Team